# Adres
adres（アドレス、Automatic Dynamic Range Expansion System）は、1976年に東京芝浦電気（現・東芝）が開発した音声ノイズリダクションシステムである。

## 概要
本方式の特長は、音楽信号の圧縮・伸張率を全帯域でデシベル換算1:1.5に抑える一方、入力信号レベルに応じた高域可変エンファシスを組み合わせ、単純圧縮伸張方式では不可避であったブリージングノイズの大幅低減と、ドルビーBタイプを上回るノイズリダクション効果を得るものである。

## 推移
音声雑音低減の仕組みにおいて、1970年代の主流はドルビー研究所が開発したドルビーBタイプ、および日本ビクター（現・JVCケンウッド）が開発したドルビーBタイプとの完全な互換性を持ったANRSが存在していたが、これに代わる方式を目指し各社が開発を競い各種ノイズリダクションシステムが派生する。東芝はadresユニットやadresを内蔵するカセットテープレコーダーやラジオカセットレコーダー、東芝EMI（現・ユニバーサル ミュージック合同会社）はadresディスクなるレコードやadresミュージックテープなるコンパクトカセットテープなど、ハードとソフト両面で本方式を推進する。1980年、ドルビーCタイプが発表、その翌年の1981年にドルビーCタイプを搭載した外付けノイズリダクションユニットやカセットデッキ等が順次、製品化されると主流はドルビー方式に回帰し東芝の方針転換と共に本方式は衰退する。